# رائعة الليلة (أغنية)

رائعة الليلة (بالإنجليزية: Wonderful Tonight) أغنية عاطفية كتبها إيريك كلابتون، وضمنها في ألبومه لعام 1977 «اليد البطيئة Slowhand». كتب كلابتون الأغنية عن المصورة والموديل باتي بويد (زوجة جورج هاريسون السابقة). قامت كل من مارسيلا ديترويت وإيفون أليمان بالتناغمات الصوتية الأنثوية في الأغنية.

## خلفية الأغنية
كتب إريك كلابتون الأغنية في 7 سبتمبر 1976، أثناء انتظاره لصديقته باتي بويد للاستعداد لحضور أداء بول مكارتني وليندا مكارتني في الحفل السنوي لبادي هولي. جاء ذكر الأغنية في كتاب سيرة باتي بويد الذاتية «جورج هاريسون وإيريك كلابتون وأنا Wonderful Tonight: George Harrison, Eric Clapton & Me».

## طاقم العزف والتسجيل
إريك كلابتون: غناء رئيسي وجيتار رئيسي.
جيمي أولداكر: طبول، وإيقاع.
كارل رادل: جيتار باس.
ديك سيمز: فندر رودس، واورج هاموند.
جورج تيري: جيتار.
إيفون اليمان: غناء، وتناغم، ودعم غناء.
مارسي ليفي: تناغم، ودعم غناء.

## الأغنية على القوائم
احتلت الأغنية المركز الأول في اليابان، والمركز الثاني في هولندا، والمركز الثالث في فرنسا، كما ظهرت على قوائم العديد من الدول في: بلجيكا – كندا – ايرلندا – نيوزيلاندا – المملكة المتحدة – الولايات المتحدة.
حصلت على جائزة الأسطوانة الذهبية في: الدنمارك – اليابان – المملكة المتحدة – الولايات المتحدة.

## كلمات الأغنية
الوقت متأخر ليلاً، تتساءل ما الملابس التي سترتديها It's late in the evening; she's wondering what clothes to wear
تضع مكياجها وتمشط شعرها الأشقر الطويل She puts on her make-up and brushes her long blonde hair
ثم سألتني، هل أبدو بخير؟ "?And then she asks me, "Do I look all right
وأقول، نعم، تبدين رائعة الليلة "And I say, "Yes, you look wonderful tonight
نذهب إلى حفلة ويلتفت الجميع ليروا We go to a party and everyone turns to see
هذه السيدة الجميلة التي تسير معي This beautiful lady that's walking around with me
ثم تسألني، هل تشعر أنك بخير؟ "?And then she asks me "Do you feel all right
وأقول، نعم، أشعر أنني رائع الليلة "And I say, "Yes, I feel wonderful tonight
أشعر بشعور رائع لأنني أرى I feel wonderful because I see
ضوء الحب في عينيك The love light in your eyes
والعجيب في كل ذلك And the wonder of it all
أنتِ فقط لا تدركِ كم أحبك Is that you just don't realize how much I love you
حان الوقت للعودة للبيت الآن، وأنا أشعر بألم في الرأس It's time to go home now and I've got an aching head
لذا أعطيتها مفاتيح السيارة، وهي تساعدني على النوم So I give her the car keys and she helps me to bed
ثم أخبرها، وأنا أطفئ الضوء And then I tell her, as I turn out the light
أقول، عزيزتي، لقد كنت رائعة الليلة I say, "My darling, you were wonderful tonight
يا حبيبي، لقد كنت رائعة الليلة "Oh my darling, you were wonderful tonight

## وصلات خارجية
https://www.allmusic.com/song/wonderful-tonight-mt0000777632 رائعة الليلة (أغنية)
https://www.songfacts.com/facts/eric-clapton/wonderful-tonight رائعة الليلة (أغنية)
https://www.ericclapton.com/ رائعة الليلة (أغنية)
https://www.youtube.com/watch?v=OY9EmF2-2uE رائعة الليلة (أغنية)